# هانا مارون
هانا مارون (بالألمانية: Hanna Maron )‏ (و. 1923 – 2014 م) هي ممثلة مسرحية، وممثلة أفلام من ألمانيا، وإسرائيل، ولدت في برلين، توفيت في تل أبيب، عن عمر يناهز 91 عاماً.

## جوائز
حصلت على جوائز منها:
- جائزة إسرائيل (1973).

## وصلات خارجية
- هانا مارون على موقع IMDb (الإنجليزية)
- هانا مارون على موقع ألو سيني (الفرنسية)
- هانا مارون على موقع ميوزك برينز (الإنجليزية)
- هانا مارون على موقع أول موفي (الإنجليزية)
- هانا مارون على موقع قاعدة بيانات الأفلام السويدية (السويدية)
- هانا مارون على موقع قاعدة بيانات الفيلم (الإنجليزية)
- هانا مارون على موقع كينوبويسك (الروسية)